# 康妮和卡拉
《康妮和卡拉》（英語：Connie and Carla）是一部2004年上映的美国喜劇電影，由迈克尔·莱姆贝克执导，妮雅·瓦達蘿絲、東妮·克莉蒂和大衛·杜考夫尼主演。编剧为瓦达洛斯。
这部电影在温哥华取景，当地的一些變裝皇后也参与演出。

## 评价

### 票房
这部电影的预算为2,700万美元，美国国内票房为8,085,771美元，海外票房为3,255,245美元，全球票房为11,341,016美元。该片在首映周末获得了3,254,940美元的票房，在4月16日至18日的周末票房榜上排名第13。

### 批评
根据122名影评人的评论，爛番茄给这部影片的影评分数为44%。